# Lijst van olympische medaillewinnaars lacrosse
Lacrosse is een voormalige olympische sport, die op de Olympische Spelen werd beoefend. Deze pagina geeft de lijst van olympische medaillewinnaars in deze sport, die alleen in 1904 en 1908 op het olympisch programma stond. Daarna was het nog drie keer een demonstratiesport.

## Medaillewinnaars
| Editie | Goud | Zilver | Brons |
| ------ | --- | --- | --- |
| 1904   | Canada Élie Blanchard William Brennaugh George Bretz Billy Burns George Cattanach George Cloutier Sandy Cowan Jack Flett Benjamin Jamieson Stuart Laidlaw Hilliard Lyle Lawrence Pentland                                  | Verenigde Staten Patrick Crogan J. W. Dowling Gibson Robert Hunter Murphy Partridge George Passmore William Passmore Ross Sullivan A. H. Venn Woods | Canada Almighty Voice Black Eagle Black Hawk Flat Iron Half Moon Lightfoot Man Afraid Soap Night Hawk Rain in Face Red Jacket Snake Eater Spotted Tail |
| 1908   | Canada Patrick Brennan John Broderick George Campbell Gus Dillon Frank Dixon Richard Louis Duckett J. Fyon Thomas Gorman Ernest Hamilton Henry Hoobin A. Mara Clarence McKerrow D. McLeod George Rennie Alexander Turnbull | Groot-Brittannië Gustav Alexander J. Alexander L. Blockey George Buckland E. O Dutton V. G. Gilbey S. N. Hayes F. S. Johnson Wilfrid Johnson Edward Jones R. G. W. Martin G. Mason G. J. Maso J. Parker-Smith H. W. Ramsay Charles Scott H. Shorrocks Norman Whitley | |

St. Louis 1904 · 
Londen 1908 · 
Amsterdam 1928 (demonstratie) · 
Los Angeles 1932 (demonstratie) · 
Londen 1948 (demonstratie)
Olympische medaillewinnaars